# Tommy Duchesne
Thomas „Tommy“ Duchesne (* 8. Mai 1909 in Val-Jalbert; † 5. April 1986 in Montreal) war ein kanadischer Akkordeonist.

## Leben
Duchesne hatte in seiner Kindheit Akkordeon- und Violinunterricht. Er kam 1930 nach Montreal und wirkte dort als Musiker und Schauspieler am Théâtre National. Daneben studierte er Musik bei Rodolphe Plamondon und nahm Akkordeonunterricht bei Lucien Bickley. Er fand dann eine Anstellung im Musikaliengeschäft J. A. Turcot und debütierte in der Sendung Mus-ke-gee des Rundfunksenders CKAC. 1935 gründete er Les Chevaliers du folklore mit dem Fiddler Albert Allard und dem Gitarristen Tony Ouellette. 
Ab 1934 nahm er beim Label Starr zahlreiche Titel auf, darunter Hits wie  Valse Denise, Breakdown de Beauceville, Reel de Tommy und Reel de Sainte-Anne. Beim CKAC trat er u. a. in der von Paul Dupuis moderierten Sendereihe Tommy Duchesne et ses Chevaliers mit dem Sänger Fernand Perron und dem Caller Oscar Morin auf.
Während des Zweiten Weltkrieges tourte Duchesne mit seiner Gruppe durch Militärbasen in Kanada. 1947 hatte er beim Sender CKVL das Programm Tommy Duchesne. Er und seine inzwischen um Denise Émond und ihre Schwestern erweiterte Gruppe erfreuten sich vor allem in den ländlichen Gebieten Kanadas großer Beliebtheit.
Anfang der 1950er Jahre gehörte Duchesne zum Team der Sendung Swing la baquaise, und 1957 trat er jeden Samstag mit seiner Gruppe in der Sendung Samedi terroir von CJMS auf. Zwischen 1960 und 1962 nahm er für Rosaire Archambaults neues Plattenlabel Alouette auf, weitere Aufnahmen entstanden bis 1974 beim Label Bonanza.

## Diskographie
- Une soirée du bon vieux temps (1957)
- Une veillée de chez-nous (1959)
- Les danses du Vieux Québec (1961)
- Le bon vieux temps avec Tommy Duchesne et ses Chevaliers (1962)
- Les danses de nos campagnes (1965)
- Dansons avec Tommy Duchesne (1967)
- Les soixante ans de Tommy Duchesne et ses Chevaliers (1969)
- Mes plus belles soirées de l'âge d'or (1974)
- Mes plus chers souvenirs (1974)
- 20 grands succès d'hier (1974)
- Héritage québécois: Tommy Duchesne (1991)
- Mes plus chers souvenirs (1999)
- Tommy Duchesne (1909-1986) (2005)